# Rhinoceros (software)
Rhinoceros is een professioneel computerprogramma voor het ontwerpen van 3D voorwerpen. 
Veel andere programma's hebben bepaalde specialiteiten, maar Rhinoceros is een programma voor alle 3D ontwerpen. Het is niet alleen bedoeld voor het maken van 3D computer graphics maar het is ook een CAD-programma voor industriële ontwerpen.